# Dolichopus nigripes
Dolichopus nigripes är en tvåvingeart som beskrevs av Fallen 1823. Dolichopus nigripes ingår i släktet Dolichopus och familjen styltflugor. Arten är reproducerande i Sverige. Inga underarter finns listade i Catalogue of Life.